# Jessie Belle Hardy Stubbs MacKaye
Jessie Belle Hardy Stubbs MacKaye (Chicago, 1876 - río Este,  18 de abril de 1921) fue presidenta de la Sociedad de Mujeres por la Paz de Milwaukee.

## Biografía
Asistió a la Universidad de Columbia y fue la presidenta legislativa del Sociedad de Mujeres por la Paz en la ciudad de Nueva York. Se destacó por «instar a todas las mujeres a permanecer solteras o a negarse a tener hijos hasta que se diseñe algún medio eficiente para asegurar al mundo contra la devastación de la guerra». En 1915 se casó con Benton MacKaye.
Jessie Stubbs se suicidó en 1921 ahogándose en el río Este. Mientras lloraba su muerte, su marido Benton MacKaye, comenzó a formular la idea que se convirtió en el Sendero de los Apalaches.

## Referencias

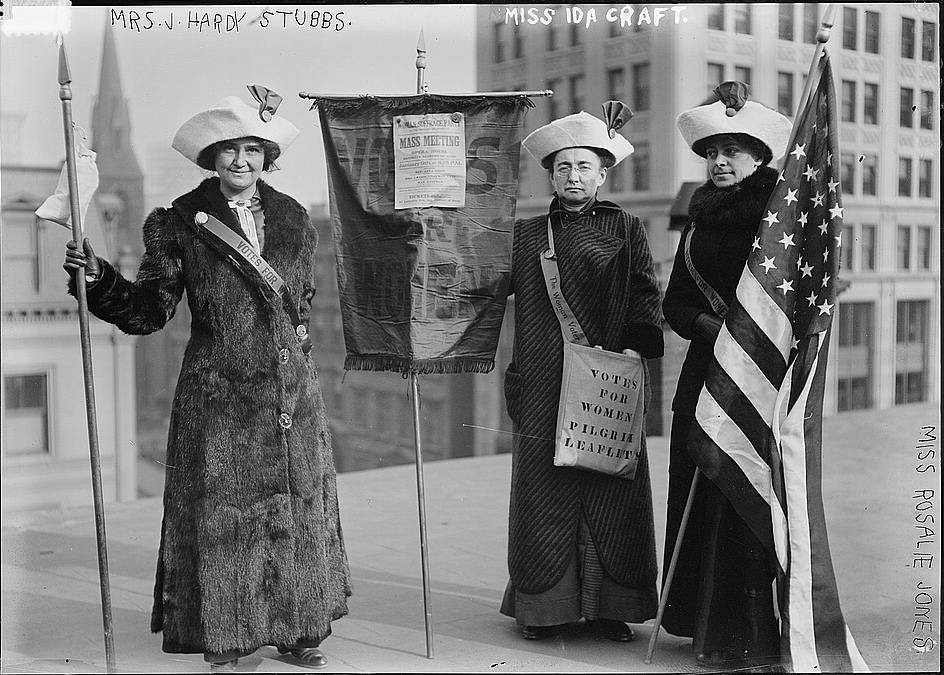
J. Hardy Stubbs, Ida Craft y Rosalie Jones circa 1912-1913